# Teodorico, o Grande
Teodorico, o Grande (em gótico Þiudareiks, "rei do povo", também conhecido como Flávio Teodorico, em latim Flavius Theodoricus; 454 – Ravena, 30 de agosto de 526) foi rei dos ostrogodos (r. 474–526), rei de Itália (r. 493–526), e regente dos visigodos (r. 511–526).
O homem que governou sob o nome de Teodorico nasceu em 454, na Panônia, às margens do lago de Neusiedl, próximo a Carnunto (atual Petronell-Carnuntum, na Áustria), um ano depois dos ostrogodos terem se livrado de quase um século de dominação dos hunos. Filho do rei Teodomiro ou, segundo outras versões, de Valamiro, Teodorico viajou a Constantinopla, ainda jovem, como refém para assegurar a obediência ostrogoda a um tratado que Teodomiro havia fechado com o imperador bizantino Leão I, o Trácio (r. 457–474).

## Família
Teodorico era filho do rei ostrogótico Teodomiro - ou Valamiro, segundo Anônimo Valesiano - e de Erelieva (ou Ereriliva), que, tornando-se católica, recebeu, no batismo, o nome de Eusébia. Casou duas vezes. Não se conhece quem foi a primeira esposa, mas ele teve duas filhas com ela: Ostrogoda/Arevagni (Areagni) e Teodegoda (Theodegunda). Sua segunda esposa foi Audofleda (Augoflada), dos francos, com quem teve uma filha, Amalasunta.

## Em Constantinopla
Viveu na corte de Constantinopla por vários anos, onde aprendeu muito sobre o governo e táticas militares romanos, o que lhe foi muito útil, quando ele se tornou o governante godo de um "povo bárbaro" diverso mas em grande parte romanizado. Tratado com generosidade pelos imperadores Leão I, o Trácio e Zenão (r. 474–475; 476–491), ele se tornou mestre dos soldados (magister militum) em 483, e, um ano depois, cônsul. Voltou, então, a viver entre os ostrogodos, com pouco mais de 20 anos, tornando-se seu rei em 474.
Nessa época, os ostrogodos se estabeleceram no território bizantino como federados (aliados) dos romanos, mas estavam também se tornando impacientes e progressivamente dificultavam o domínio de Zenão.
Não muito depois de Teodorico se tornar rei, ele e Zenão concluíram um acordo que beneficiava os dois lados. Os ostrogodos precisavam de um lugar para viver, e Zenão estava tendo sérios problemas com Odoacro, rei da Itália que tinha causado a queda do Império Romano do Ocidente em 476. Ainda que formalmente fosse um vice-rei do imperador Zenão, Odoacro estava ameaçando territórios bizantinos e não respeitava os direitos dos cidadãos romanos na Itália.
Zenão fez de Teodorico um patrício romano, um cônsul, e deu-lhe uma grande quantia em dinheiro. Teodorico aceitou que, se ele derrotasse Odoacro, reinaria em seu lugar até a chegada de Zenão, e, reunindo os godos, veio do Oriente para defender a Itália, em nome de Zenão.

## A conquista da Itália

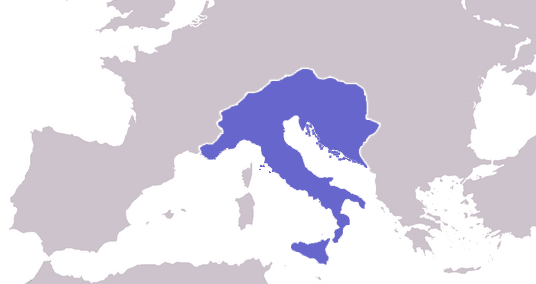
Mapa do Reino Ostrogótico no seu auge, sob Teodorico, o Grande

Teodorico derrotou Odoacro nas margens do rio Isonzo, em Aquileia (488), Verona  (489) e no rio Adda  (490). Neste mesmo ano Ravena foi assediada. O cerco durou três anos e foi marcado por dezenas de ataques de ambos os lados. No final, nenhum dos lados pôde prevalecer de forma conclusiva, e assim em 2 de fevereiro de 493, Teodorico e Odoacro assinaram um acordo de paz. Um banquete foi organizado para celebrar o tratado. Foi nesse banquete que Teodorico matou Odoacro com as próprias mãos.
Como Odoacro, Teodorico era formalmente apenas um vice-rei para o imperador romano em Constantinopla. Na realidade, ele agia com independência, e o relacionamento entre o imperador e Teodorico era de iguais. Contudo, diferentemente de Odoacro, Teodorico respeitava o acordo que tinha feito e permitia que os cidadãos romanos dentro do seu reino fossem submetidos à lei romana e ao sistema judicial romano. Os godos, por enquanto, viviam sob suas leis e costumes.

## As alianças de Teodorico
Teodorico se aliou aos francos, pelo seu casamento com Aldofleda (Augoflada), irmã de Clóvis I, e com os reis dos visigodos, vândalos e burgúndios. Ele casou suas filhas do primeiro casamento, Areaagni e Teodegunda, respectivamente com Alarico II, rei dos visigodos, e Sigismundo, filho do rei Gundebado.
As ambições de Clóvis I de também governar sobre os godos provocou uma guerra intermitente entre 506 e 523. Para muitos do seu reino, Teodorico era de facto o rei dos visigodos, como também se tornou regente para o infante visigodo, seu neto Amalarico, por volta de 505. Os francos, sob Clóvis I, foram capazes de tomar, à força, o controle da Aquitânia dos visigodos em 507, derrotando Alarico II, mas, por outro lado, Teodorico conseguiu derrotar suas incursões. Em 515, Teodorico casou sua filha Amalasunta com Eutarico, mas como este morreu logo em seguida, não restou nenhuma conexão dinástica entre ostrogodos e visigodos.
Teodorico também interrompeu as incursões vândalas em seus territórios, ameaçando o fraco rei vândalo Trasamundo com invasão. Em 519, quando uma multidão incendiou e derrubou as igrejas de Ravena, Teodorico ordenou à cidade que as reconstruísse arcando com os custos.

## O homem Teodorico

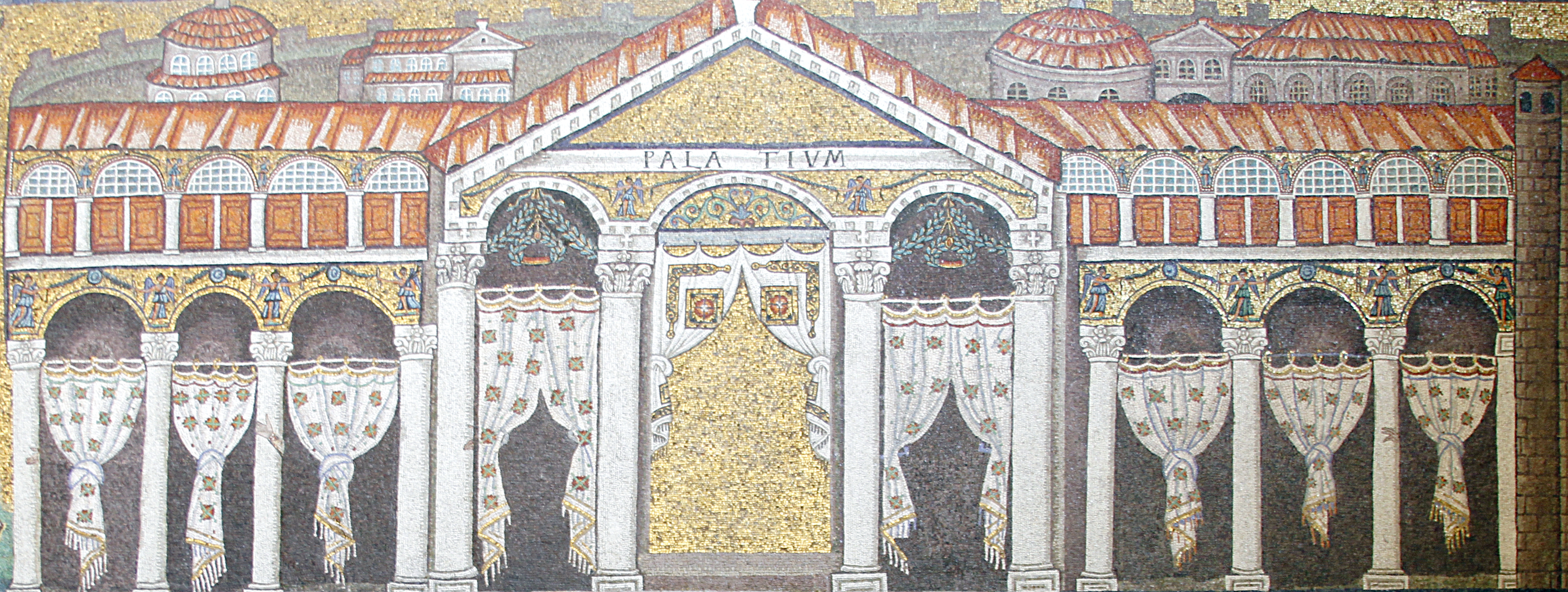
Mosaico representando o palácio de Teodorico em Ravena

Em Anônimo Valesiano, há uma história que mostra a sabedoria de Teodorico: uma mulher, viúva, teve seu filho tomado, e depois ficou noiva; o filho voltou, e a mãe o reconheceu, mas, quando o noivo soube que ela tinha um filho, quis desfazer o noivado, e a mãe renegou o filho. O filho levou a causa ao rei que, depois de questionar mãe e filho, decretou que a mãe não poderia se casar com mais ninguém além do filho renegado - ao que ela, finalmente, reconheceu que ele era seu filho.
Teodorico, o grande, tinha um grande respeito pela cultura romana, vendo a si mesmo como um de seus representantes. Tinha um bom olho para as pessoas talentosas. Por volta de 520 o filósofo Boécio tornou-se seu mestre dos ofícios (chefe de todo o governo e dos serviços da corte). Boécio, pertencente a uma antiga família romana, cristianizada havia mais de um século, era homem das ciências, helenista dedicado, profundo conhecedor do grego e da obra dos clássicos, empenhado em traduzir os trabalhos de Aristóteles e Platão para o latim, a fim de demonstrar que as diferenças entre o pensamento dos dois eram apenas aparentes, uma tarefa difícil.
Finalmente, Boécio perdeu a confiança de Teodorico, depois de discursar defendendo a inocência do senador Albino, acusado de conspirar contra Teodorico em favor do imperador bizantino. Teodorico ordenou a execução de Boécio, em 525, por julgá-lo partidário de um movimento que visava a reintegrar Roma ao Império Bizantino, em prejuízo do reinado de Teodorico. Provisoriamente Cassiodoro substituiu Boécio como mestre dos ofícios em 523.

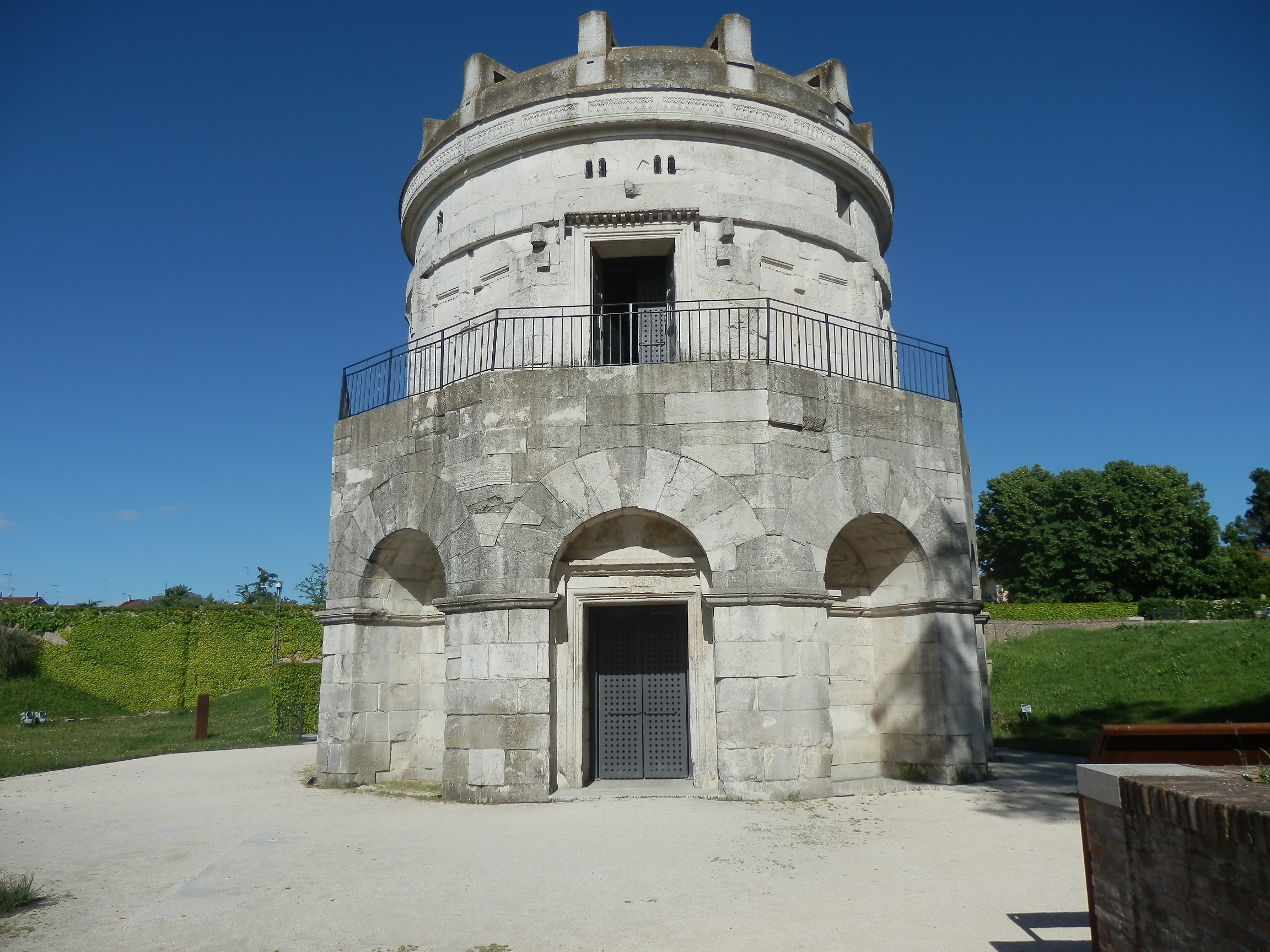
O Mausoléu de Teodorico em Ravena

Teodorico era de fé ariana. No final de seu reinado, apareceram intrigas com relação a seus assuntos romanos e com o imperador bizantino Justino I sobre o arianismo. As relações entre as duas nações se deterioraram, embora a habilidade de Teodorico tenha dissuadido os bizantinos de iniciar uma guerra contra eles. Após sua morte, essa relutância desapareceu rapidamente. Teodorico, o Grande foi sepultado em Ravena. Seu mausoléu é um dos mais elaborados monumentos de Ravena, na Itália.

## Sucessão
Após sua morte em Ravena, em 526, Teodorico foi sucedido pelo seu neto Atalarico. Atalarico foi inicialmente representado por sua mãe, Amalasunta, que atuou como rainha regente  de 526 a 534. O reino dos ostrogodos começou a esvanecer, começando a ser conquistado por Justiniano em 535, sendo conquistado totalmente, em 553, na batalha de Mons Lactarius.